# هاتي وليامز
هاتي وليامز (بالإنجليزية: Hattie Williams)‏ هي ممثلة أمريكية، ولدت في 17 مارس 1870 في بوسطن في الولايات المتحدة، وتوفيت في 17 أغسطس 1942 في ذا برونكس في الولايات المتحدة.

## وصلات خارجية
- هاتي وليامز على موقع IMDb (الإنجليزية)
- هاتي وليامز على موقع قاعدة بيانات برودواي على الإنترنت (الإنجليزية)
- هاتي وليامز على موقع قاعدة بيانات الفيلم (الإنجليزية)